# 克里·伊曼纽尔
克里·安德鲁·伊曼纽尔（英語：Kerry Andrew Emanuel，1955年4月21日—）是一名美国麻省理工学院的气象学教授，专门研究大气对流和加强飓风的机制，创立了古风暴学。他是2006年时代百大人物之一。

## 生平
2011年，他与丹尼尔·罗思曼（Daniel H. Rothman）共同创立了MIT洛伦茨中心，其名来自爱德华·诺顿·洛伦茨，并担任联合主任。

## 荣誉
2007，他获选为美国国家科学院院士， 2019年获选为美國哲學會院士，2020年获选为皇家学会院士外籍院士。